# 上海市机场列表
截至2023年9月，中华人民共和国上海市境内已有民用机场2座，取证通用机场1座，规划机场1座，无在建机场。民航部分属于华东地区管理局，军用部分属于东部战区。（颜色说明： 使用中 、 建设中 、 规划中 、 已废弃 ）

## 机场列表
| 机场名称         | ICAO | IATA | 用途 | 服务城市      | 启用年份  | 状态   | 管理机构                                                       |
| ---------------- | ---- | ---- | ---- | ------------- | --------- | ------ | -------------------------------------------------------------- |
| 上海虹桥国际机场 | ZSSS | SHA  | 民用 | 上海市        | 1964      | 使用中 | 上海虹桥国际机场有限责任公司（上海机场(集团)有限公司）         |
| 上海浦东国际机场 | ZSPD | PVG  | 民用 | 上海市        | 1999      | 使用中 | 上海国际机场股份有限公司浦东国际机场（上海机场(集团)有限公司） |
| 海军大场机场     | -    | -    | 军用 | 上海市        | -         | 使用中 | 中国人民解放军东部战区海军                                     |
| 空军崇明机场     | -    | -    | 军用 | 上海市        | -         | 使用中 | 中国人民解放军东部战区空军                                     |
| 上海金山水上机场 | -    | -    | 通用 | 上海市        | -         | 使用中 | 上海金山通用航空产业发展有限公司                               |
| 上海南通国际机场 | -    | -    | 民用 | 上海市 南通市 | -         | 规划中 | 上海机场集团通场建设管理有限公司（上海机场(集团)有限公司）     |
| 上海龙华机场     | ZSSL | -    | 民用 | 上海市        | 1952-1972 | 已废弃 | 民航上海管理局                                                 |
| 空军江湾机场     | -    | -    | 军用 | 上海市        | -         | 已废弃 | 中国人民解放军东部战区空军                                     |
| 空军丁家桥机场   | -    | -    | 军用 | 上海市        | -         | 已废弃 | 中国人民解放军东部战区空军                                     |

## 发展历史
1911年，法国飞行家环龙驾苏姆式双翼飞机来上海作飞行表演，但是不幸机裂殒命。这是上海人民第一次目睹到飞机的风采。1912年，留学英国学习飞行的厉汝燕学成回国，驾驶爱特立克式单翼机在上海上空作试飞表演，这是中国人第一次在上海领空驾驶飞机。

### 民国时期
上海的第一座民用机场，是虹桥机场，位于上海市西郊，1921年3月10日开始动土兴建，主要工程于是年6月底基本完成。虹桥机场工程竣工之后，却因为航空署因经费不足，闲置土地，原规划京沪航线未能按期通航。南京政府成立后，随着沪蓉航空线管理处的筹建，以及其上海至南京航线的开航，虹桥机场才正式被使用。1934年，虹桥机场进行了一次扩建，征地890亩。1937年8月13日，淞沪会战爆发，导火线就是虹桥机场事件，日本军队占领上海之后，进行了大规模改建和扩建使虹桥机场的占地面积达2513余亩，但大部分为强占土地。
上海的第二座民用机场，是位于龙华地区的龙华机场，龙华机场的建造日期比虹桥机场要早，但是在建成伊始，一直用作军用。龙华机场也是上海市第一个由陆军管辖的军用机场。1929年，国民政府航空署决定将龙华机场改为民用机场，由于当时虹桥机场闲置土地，所以到1936年淞沪抗战前龙华机场经不断修建，已成为当时中国最好的一个民用机场。日军占领后，也对龙华机场进行了一系列的扩建，主要为满足日军的战斗机停机需要。
1945年日本二战投降后，虹桥和龙华两大民用机场正式划归国民政府空军管辖。不久，两座机场相继重新划归民用，虹桥机场因为政府内部诸多原因未能得到很好的建设，而相反的，龙华机场则经扩建，已成为中国民用航空运输的枢纽机场，而且在当时远东地区也是屈指可数的一个国际机场。

### 中华人民共和国

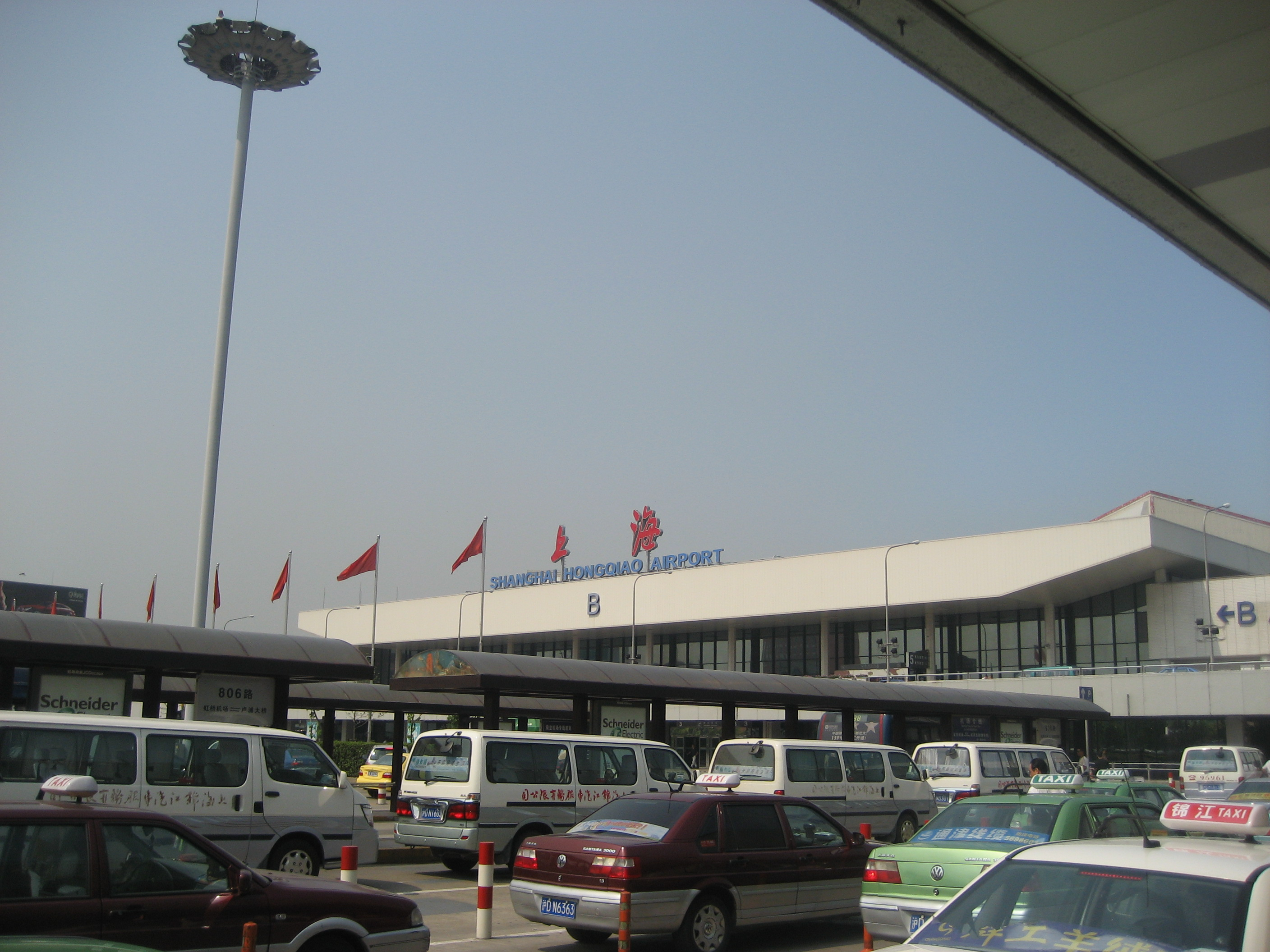
虹桥机场1号航站楼外观

1949年中华人民共和国成立后，虹桥机场成为空军机场，龙华机场则继续作为民用机场。随著上海经济和民用航空事业的发展，到1960年代中期，龙华机场由于紧靠市区，受净空条件等限制，已无法适应大型飞机起降，1963年經國務院總理周恩来批准，虹桥机场扩建为国际机场，准备将民航用途转至虹桥机场，但在起初为军民合用机场。1966年8月，原在龙华机场起降的国内航班飞机转到虹桥国际机场起降，同时规定龙华机场为“训练基地和航班飞机的备降场”。1972年，驻虹桥机场空军撤离。以后，虹桥机场作为上海的航空枢纽，进行了不断的扩建与改造。而龙华机场则承担上海起降小型固定翼飞机、飞艇、直升机的通用航空的机场（2B级通用机场）。

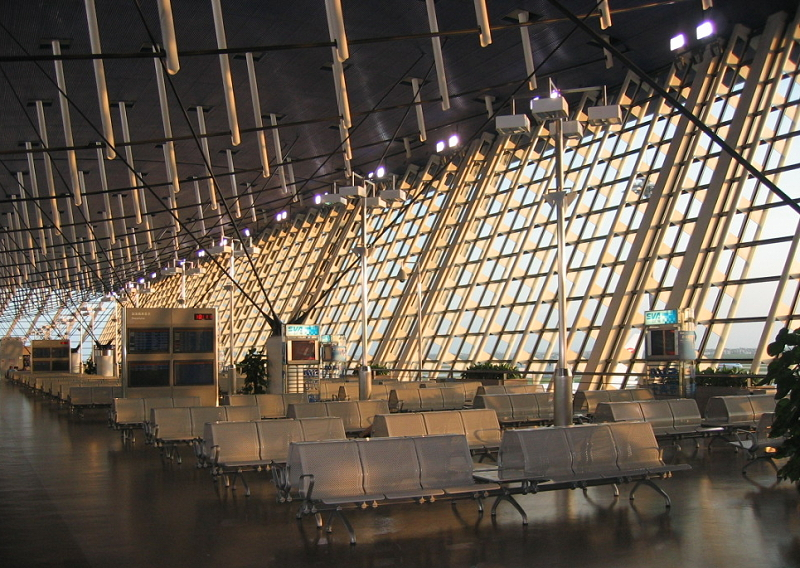
浦东机场1号航站楼内候机厅

1990年代起，上海经济高速发展，虹桥国际机场已不堪重负，配合著浦东新区的设立与崛起，上海市政府决定建设浦东国际机场，这也是上海第三座民用机场。浦东国际机场位于浦东的江镇、施湾、祝桥滨海地带。一期工程于1997年10月全面开工，并于1999年9月建成开始使用，进出上海的国际航班开始转交浦东国际机场经营，尔后浦东国际机场还经营进出上海一部分的国内航班。浦东机场二期工程已于2007年完工并投入使用。浦东机场超越虹桥机场成为上海最大最重要的航空枢纽。目前，浦东机场是中国大陆最繁忙的机场之一。
龙华机场已没有起降民用航班，并最终于2008年后被拆除。上海机场形成浦东与虹桥两座机场分工使用的格局，为满足上海发展及2010年世博会，虹桥机场于2006年开始规划建设二期工程扩建，这项扩建是虹桥综合交通枢纽工程的一部分，于2010年初完工投入使用，使虹桥机场拥有更强的航空货客吞吐量。浦东国际机场与虹桥国际机场，两座机场分摊且分工地起降上海繁忙的国际与国内航班。浦东国际机场为上海最大的机场，主要承担进出上海的国际航班，但同时经营一部分国内航班。虹桥国际机场主要承担进出上海的国内航班，但同时也经营部分国际包机航班。
由于中国商飞ARJ21与C919组装生产地都在上海，目前上海的两座机场承担着中国商飞的测试及交付场地功能。其中，ARJ21在大场机场测试交付，而C919则在浦东国际机场测试。

## 运输规模
2017年，上海机场共接待进出港旅客1.12亿人次（其中浦东7000.43万人次，虹桥4191.13万人次），实现货邮吞吐424.36万吨（其中浦东383.56万吨，虹桥40.80万吨），起降航班76.06万架次（其中浦东496879架次，虹桥263720架次）。上海是全球第5个年创造航空客运量过亿人次纪录的城市（前四个分别是英国伦敦、美国纽约、日本东京、美国亚特兰大），也是全球第3个创造年航空货量400万吨以上纪录的城市（前两个分别是香港、美国孟菲斯）。其中，浦东机场旅客吞吐量稳居中国大陆第二，出入境人数稳居中国大陆空港口岸第一，货邮吞吐量稳居中国大陆第一，世界第三。
上海虹桥国际机场的航点以国内商务航线为主、以及少量港澳台、日韩航线，境内航班优势目的地为中南地区、华东地区、华北地区。浦东国际机场是上海的主要国际机场，境内航班优势目的地为东北地区和西南地区，且覆盖中小型机场。